# Les Monts d'Andaine
Les Monts d'Andaine é uma comuna francesa na região administrativa da Normandia, no departamento de Orne. Estende-se por uma área de 38.08 km². Em 2010 a comuna tinha 1 787 habitantes (densidade: 46,9 hab./km²).
Foi criada em 1 de janeiro de 2016, a partir da fusão das antigas comunas de Saint-Maurice-du-Désert e La Sauvagère (sede da comuna).